# RMS Lusitania
RMS Lusitania je bila britanska oceanska linijska ladja, ki jo je 7. maja 1915 torpedirala in potopila nemška podmornica U-20. Njen potop je bil glavni povod za vstop ZDA v prvo svetovno vojno proti Nemčiji, dve leti pozneje, predtem pa je prišlo do številnih napadov in nemškega neomejenega bojevanja do ameriškega ladijskega prometa.  
Lusitania je osvojila modri trak za najhitrejše prečkanje Atlantika, za kratek čas pa je bila največja in najhitrejša potniška ladja na svetu, tri mesece pred prihodom njene sestrske ladje RMS Mauretania. Obe ladji sta bili v lasti družbe Cunard Line. Lusitania je bila splovljena 7. junija 1906 v ladjedelnici John Brow & Company. Ladja se je potopila na svoji 202 plovbi čez Atlantik.     
Nemške ladje so bile v zgodnjem 20. stoletju agresivni tekmeci za čezatlantske potnike, družba Cunard Line pa se je odzvala tako, da jih je poskušala premagati po hitrosti, velikosti in luksuzu. Družba je dobila pomoč Admiralitete za gradnjo Lusitanie, saj je razumela, da bo ladja v času vojne na voljo za prevoz vojaških enot.
Tako sta bili Lusitania in Mauretania opremljeni z novimi revociunalnimi turbinskimi motorji, ki so jima omogočili hitrost plovbe do 25 vozlov (46 km/29; mph). Zagotavljali sta 50 odstotkov več prostora za potnike, kot na katerih drugih ladjah. Prvi razred je bil znan, po svojem velikem razkošju.
Kraljeva mornarica je na začetku prve svetovne vojne blokirala Nemčijo: Združeno Kraljestvo je jeseni 1914 celo Severno morje razglasilo za vojno območje. Spomladi 1915 je bil ves uvoz hrane v Nemčijo prepovedan. RMS Lusitania je 1. maja 1915 izplula iz New Yorka proti Liverpoolu v Združenem Kraljestvu medtem, ko je v Atlantiku prevladovala nevarna nemška podmornica U-20. Nemčija je morje okrog Združenega Kraljestva razglasila za vojno območje, nemško veleposlaništvo v ZDA pa je natiskalo časopisne oglase, ki so opozarjali na nevarnost plovbe z Lusitanio.
Popoldne 7. maja 1915 je nemška podmornica U-20 18 kilometrov južno od Irske obale in znotraj napovedanega vojnega območja torpedirala Lusitanio. Druga notranja eksplozija je ladjo potopila v 18 minutah pri čemer je umrlo 1.198 ljudi, preživelo pa 765. Lusitania je bila tretja največja ladja, izgubljena v prvi svetovni vojni, prva je bila HMHS Britannic in druga SS Justicia.  
Nemci so povedali, da so Lusitanio obravnavali, kot vojaško ladjo, saj je skrivno prevažala velike količine strelnega orožja in trdili so, da so britanske trgovske ladje kršile pravila plovbe že v začetku vojne. Mednarodno priznana križarska plovila so do decembra 1915 zastarela. Nemci so skozi trdili, da je Lusitania redno prevažala vojno strelivo: delovala je pod nadzorom Admiralitete; njena indentiteta je bila prikrita. Trdili so, da je bila nevtralno plovilo v razglašenem vojnem območju z ukazom, da se izogne zajemanju in zagonu nemškim podmornicam.
Vendar ladja ni bila obrožena za boj, toda je prevažala na tisoče civilnih potnikov, britanska vlada pa je obtožila Nemce, da so kršili križarska pravila. Potopitev je v ZDA povzročila številne proteste, saj je bilo med mrtvimi 128 američanov. Potopitev je ZDA javno prevsmerila proti Nemčiji in vstopila v vojno skoraj dve leti pozneje. Po koncu vojne so zaporedne britanske vlade trdile, da na krovu Lusitanie ni bilo streliva, nemci pa so povedali, da ladjo niso obravnavali, kot vojaško ladjo. Leta 1982 je vodja ameriškega oddelka britanskega zunanjega ministrstva končno priznal, da je v razbitini velika količina orožja od katerega je nekaj zelo nevarnega in predstavlja varnostno tveganje za reševalne ekipe.

## Ozadje
Lusitanio in Mauretanio je za gradnjo naročila britanska pomorska družba Cunard Line, ki se je takrat spopadala z močno konkurenco čezatlantskih ladij, zlasti nemških družb Norddeutscher Lloyd (NDL) in Hamburg America Line (HAPAG). Ti dve novi podjetji sta imeli večje in razkošnejše ladje od Cunarda in sta bolje napredovali z čezatlantsko službo pri priseljevanju izseljencev iz Evrope v Ameriko. Nemški SS Kaiser Wilhelm der Grosse je leta 1897 osvojil modri trak, ki ga je prej imela Cunardova RMS Campania, preden je leta 1900 modri trak prevzela ladja HAPAG Deutschland. NDL je nagrado kmalu prejel leta 1903 z novim Kaiserjem Wilhelmom II in Kronprinzom Wilhelmom. Cunard je videl, da je število potnikov prizadeto zaradi tako imenovanih "oceanskih ladij razreda Kaiser".
Ameriški milijonski poslovnež J. P. Morgan se je odločil, da bo tekmoval v čezatlantskem ladijskem prometu, z ustanovitvijo novega podjetja International Mercantile Marine (IMM) in leta 1901 kupil britansko tovorno družbo Frederick Leyland & Co. in nadzorni delež v britanski pomorski družbi White Star Line. Leta 1902 so IMM, NDL in HAPAG sklenili "interesno skupnost", da bi določili cene in med njimi razdelili čezatlantsko trgovino. Partnerja sta pridobila tudi 51-odstotni delež v nizozemski družbi Holland America Line. IMM je ponudil nakup Cunarda, ki je bil skupaj s francoskim CGT zdaj njegov glavni tekmec.
Soočen z bližajočim se propadom družbe Cunard Line, se je tako predsednik Cunarda Lord Inverclyde obrnil na britansko vlado za pomoč. Ker je britanska vlada opazila, da je podjetje v resnih težavah in da ji grozi propad, se je odločila, da bo pomagala. S sporazumom, podpisanim junija 1903, je Cunard dobil posojilo v višini 2,6 milijona funtov za financiranje gradnje dveh ladij, odplačljivih v 20 letih po ugodni obrestni meri 2,75%.  Ladji bi prejeli letno operativno subvencijo v višini 75.000 GBP in poštno pogodbo v vrednosti 68.000 GBP.  V zameno bi bile ladji zgrajeni v skladu z zahtevami Admiralitete, tako da bi jih lahko uporabljali kot pomožne križarke v vojnem času.

## Tehnični podatki
Konstruktor ladje je bil Leonard Peskett, ladjo pa je zgradila ladjedelnica John Brown & Company na Škotskem. Leta 1902 je Peskett izdelal velik model predlagane ladje, ki jo je prikazal s tremi dimniki. Četrti zadnji dimnik je bil dodan leta 1904, saj je bilo potrebno namestiti dodaten dimnik za ogrevanje in prezračevanje luksuza. Prvotni načrt je zahteval tri propelerje, vendar je bil ta spremenjen v štiri, ker se je zdelo, da potrebne moči ni mogoče prenesti skozi samo tri propelerje. Admiraliteta je zahtevala, da so vsi stroji v podpalubju pod vodno črto, saj so bili tako varni pred udari strel. 
Lusitania je bila dolga 240 metrov, široka 26 metrov in izpodrivala je več, kot  44. 000 ton. Imela je štiri propelerje in je plula s hitrostjo do 26 vozlov. V času končanih del je bila za kratek čas največja ladja na svetu, ki je bila kdajkoli zgrajena. Bila je 21 metrov daljša, hitrejša dobra dva vozla in imela večjo zmogljivost najsodobnejše nemške ladje Kronprinzessein Cecillie. Prenočišča za potnike so bila za 50 % večja od vseh drugih ladij, saj je zagotavljala zmogljivost 552 potnikov v prvem razredu, 460 v drugem razredu in 1.186 v tretjem razredu. Na palubi je bilo lahko do 69 članov posadke, 369 strojnikov in kurjačev ter 389 stevardesov. Tako kot njena sestrka ladja Mauretania, je imela tudi Lusitania brezžični telegraf, električno razsvetljavo, električna dvigala, razkošno notranjost in zgodnjo obilko klimatizacije. 

## Notranjost
V času močne konkurence za čezatlantske plovbe, sta Lusitania in Mauretania spadali med najbolj luksuzne, prostorne in udobnejše ladje na svetu. Škotski arhitekt James Miller je bil izbran za oblikovanje notranjosti Lusitanie, Harold Peto pa od Mauretanie. Miller se je odločil za izdelavo luksuznih sten z raznimi barvami pri izdelavi notranjosti, medtem ko je Peto veliko uporabljal lesene dele, zaradi česar je bil splošni vtis, ki ga je dala Lusitania, svetlejši od Mauretanie. Modeli na Lusitaniji so se izkazali za bolj priljubljene. 
Ladja za potnike je bila razporejena po šestih palubah; od zgornje palube do vodne črte so bili paluba čolnov, palubna promenada (paluba B), zaklonišče (paluba C), zgornja paluba (paluba D), glavna paluba (paluba E) in spodnja paluba F, pri čemer je bil vsakemu od treh razredov potnikov namenjen svoj prostor na ladji. Kot je bilo videti na krovu vseh potniških linijskih ladij, so bili potniki prvega, drugega in tretjega razreda strogo ločeni drug od drugega. Po prvotni konfiguraciji leta 1907 je bila ladja načrtovana za prevoz 2.198 potnikov in 827 članov posadke. Cunard Line se je ponašal z rekordom zadovoljstva potnikov.
Prvi razred na Lusitaniji je bil v osrednjem delu ladje na petih zgornjih palubah, večinoma med prvim in četrtim dimnikom. Skupaj z drugimi linijskimi ladjami, je bila tudi notranjost prvega razreda na Lusitaniji okrašena z melango zgodovinskih slogov. Ladijske restavracije prvega razreda so bile največje od ladijskih javnih prostorov; razporejene so bile v središču stopnišča prvega razreda pod veliko stekleno kupolo, okrašeno z freskami iz slogov Françoisa Boucherja, ki je bila elegantno realizirana v neoklasičnem slogu Luisa XVI. Stene so bile pobarvane z belimi in pozlačenimi izrezljanimi ploščami iz mahagonija, s korintskimi okrašenimi stebri, ki so bili potrebni za podporo nadstropja. Prvorazredne kabine so bile okrašene v gruzijskem slogu z vloženimi ploščami iz mahagonija, ki obdajajo nežno zeleno preprogo z rumenim cvetličnim vzorcem. Vsi drugi javni prostori prvega razreda so bili nameščeni na palubi čolnov in so imeli sobo za bivanje, branje, pisanje, kadilnico in kavarno, ki je bila zadnja novost na ladji, ki jo je družba Cunard Line namestila, da bi bila ob lepem in toplem vremenu odprta. Ker je ladja plula več ali manj samo čez Atlantik, je bil ta dodatek, zaradi slabega vremena na Atlantiku, le redko kdaj uporabljen. 
Drugi razred na Lusitaniji se je nahajal večinoma na krmi, za stranskim jamborjem. Javne sobe drugega razreda so bile nameščene na predelnih odsekih palube čolnov in sprehajališč, ki so bili nameščeni na ločenem delu nadgradnje na krmi prvorazrednih potniških prostorov.  Oblikovalsko delo je izdelal Robert Whyte, ki je bil arhitekt, zaposlen pri ladjedelnic John Brown. Čeprav je bila manjša in bolj gladka, je  oblikovanje jedilnice odražal dizajn prvega razreda, le eno nadstropje jedilnice je bilo pod stropom z manjšo kupolo in balkonom. Stene so bile obložene z okrašenimi stebri, vse v beli barvi.  Kot je bilo razvidno iz prvega razreda, je bila jedilnica postavljena na nižjem nivoju ladje. Prostori za kajenje so zasedle kabine in drugorazredne promenadne palube s kabinami na palubi čolnov.
Tretji razred na Lusitaniji je bil pohvaljen zaradi izboljšanja pogojev potovanja, ki jih je zagotavljal potnikom izseljencem, in so se izkazali kot zelo priljubljena ladja za priseljence. V dneh pred Lusitanio in še vedno v letih, ko je bila Lusitania v službi, je bila namestitev v tretjem razredu sestavljena iz velikih odprtih prostorov, kjer bi si na stotine ljudi delilo zasebne in javne prostore, ki so bili pogosto sestavljeni iz manjšega dela odprtega krovnega prostora in nekaj miz, zgrajenih znotraj njihovih spalnih prostorov. Družba Cunard Line je tretji razred na ladji še bolj opremila, da bi bil čim bolj udoben in prijeten.  

## Gradnja ladje
Gradnja ladje se je začela 17. avgusta 1904 v ladjedelnici John Brown & Company na Škotskem. Za gradnjo tako velike ladje je bilo potrebno povečati ladjedelnico ter namestiti nove ladjedelniške opreme ter ostala orodja, mesto gradnje pa je bilo pripravljeno že 16. julija 1904. Gradnja ladje se je začela najprej na premcu in nadaljevala do krme, namesto, da bi začeli ladjo graditi od obeh koncev hkrati. Razlog za to je bil, ker načrti za krmo in motorje ob začetku gradnje še niso bili dokončani. Ladijski propelerji so bili nameščeni in ob tem obloženi z lesom, da bi jih tako zaščitili med splovitvijo. Trup je bil v ladjedelnici zgrajen v celoti medtem, ko je bila nadgradnja zgrajena le delno. Družba Cunard Line je ladjo v nasprotju z Mauretanio poimenovala »škotska ladja«. Končne podrobnosti obeh ladij so bile v obeh ladjedelnicah prepuščene projektantom, tako, da so se ladje razlikovale v podrobnostih izdelovanja trupa in končne strukture. Ladje je mogoče najlažje razlikovati na fotografijah po ravnih ventilatorjih, ki so se uporabljali na Lusitaniji, medtem, ko so tisti na Mauretaniji uporabljali bolj za običajni zaobljeni vrh. Mauretania je bila nekliko daljša, širša, večja in hitrejša, ker je imela nameščene dodatne turbine. 
Lusitania je bila splovljena 7. junija 1906 ob 12:30, osem tednov pozneje zaradi delavskih stavk. Pred splovitvijo so na ladjo že namestili propelerje, toda pri poznejših splovitvah so propelerje namestili po splovitvi, saj bi se lahko med splovitvijo propelerji poškodovali. Med splovitvijo je bila ladja krščena. Po splovitvi je bila ladja odvlečena v suhi dok kjer so odstranili obložen les s propelerjev in pobarvali ladijski trup. Po izpustitvi iz suhega doka so na ladjo namestili še preostalo nadgradnjo, jamborje in dimnike. V naslednjem letu so v ladjo vgradili še vso potrebno strojno in električno opremo ter opremo primerno za bivanje posadke in potnikov.
Preizkušanje ladijskih motorjev je potekalo junija 1907, 27. julija pa je bila organizirana predhodna plovba na katero so bili povabljeni  gostje. Ladja je med križarjenjem dosegla hitrost do 25,6 vozlov (47,4 km /; 29,5 mph). 29. julija so gostje odšli in začeli so se trije dnevi dodatnega testiranja. Ladja je štirikrat plula od Corsewall, Škotske do Longship off Cornwall s 23 in 25 vozli. Med testiranjem so ladijski motorji delali neprijetne vibracije, razlog zato pa je bil vrtenje zunanjih propelerjev in notranjih, kar je zadevo poslabšalo. Lusitania je tako pred vstopom v službo opravila dodatne preglede, ki so preprečili vibracije. 26. avgusta 1907 je ladja začela s svojo kariero.

## Kariera
Lusitaniji je na začetku poveljeval kapitan James Watt. V nedeljo 7. septembra 1907 je ladja ob 16:30 izplula iz Liverpoola na svojo krstno plovbo čez Atlantik v New York. Lusitania je bila tedaj največja potniška prekooceanska ladja na svetu, vse do prihoda njene sestrske ladje Mauretania, novembra istega leta. Po izplutju iz Liverpoola se je ladja ustavila še v Queenstownu (danes Cork) na Irskem. Okoli 2.200 ljudi si je v nedeljo zvečer v Queenstownu, ogledalo njeno izplutje na svojo krstno plovbo v New York.
Naslednje jutro je Lusitania priplula v kraj Roche"s Point blizu Queenstowna, kjer je ostala zasidrana do popoldneva. K ladji je prispela Cunardova RMS Lucania, iz katere se je na Lusitanio vkrcalo še dodatnih 120 potnikov. Ob 12:10 je nato Lusitania izplula ter se odpravila na prvo plovbo čez Atlantik proti ZDA. V New York je priplula 13. septembra 1907 ob 9:05. Na njenem newyorškem pomolu št. 54 se je zbralo na tisoče ljudi. Vse New Yorške policije so bile poklicane na nadzor nad množico. Med tednom bivanja v pristanišču je bila ladja na voljo za ogled. V soboto 21. septembra je ob 15:00 ladja odplula na svojo prvo povratno plovbo čez Atlantik in priplula v Queenstown ob 16:00 27. septembra ter 12 ur pozneje prispela v Liverpool. Povratna pot je trajala 5 dni 4 ure in 19 minut, ki se je zavlekla zaradi megle. 
Na naslednji plovbi v boljšem vremenu je Lusitania priplula v Sandy Hook, 11. oktobra 1907 in osvojila modri trak. Prispela je v štirih dneh, 19 urah in 53 minutah. Novembra 1907 je Lusitania iz ZDA v Anglijo pripeljala 20 ton zlata, vrednega 2,5 milijona funtov kar do danes velja za največjo količino zlata, ki jo je katera koli ladja prevažala. Decembra 1907 je ladjo prehitela Mauretania, ki je osvojila modri trak na svoji prvi povratni plovbi čez Atlantik. Februarja 1909 je Lusitania poskušala pripluti v pristanišče v Queenstownu vendar se je zaradi slabega vremena morala zasidrati pred obalo na odprtem morju. Med nevihto se je sidro na desni strani, ki je takrat stalo 600 funtov, odlomilo in padlo na dno, po koncu nevihte pa je bilo potrebno zamenjati sidro, da bi ladja lahko nadaljevala svoje potovanje.

Aprila 1909 so Lusitaniji zamenjali nove propelerje zaradi česar se je njena hitrost nekoliko izboljšala. V začetku avgusta 1909 je ponovno osvojila modri trak, ko je v ZDA priplula v 4 dneh, 11 urah in 42 minutah. Rekord je držala vse do konca septembra istega leta, ko jo je znova prehitela Mauretania in znova osvojila modri trak ter hitrostni rekord držala vse do leta 1929, ko jo je prehitel nemški SS Bremen.
Od konca septembra do začetka oktobra 1909 je Lusitania skupaj z drugimi ladjami sodelovala na praznovanju Hudson-Fulton v New York. Praznovanje je prikazovalo predvsem prikaz različnih načinov prevoza, ki so takrat obstajali, Lusitania pa je predstavljala najnovejši napredek v tehnologiji parnikov. Najnovejši način potovanja je bilo letalo zato so bila pripeljanja tudi letala, ki so letela nad Lusitanio in posnela veliko slik. Te slike obstajajo še danes.  
10. januarja 1910 je bila Lusitania na poti iz Liverpoola v New York, ko je dva dni po izplutju iz Liverpoola, naletela na velik morski val, visok 23 metrov. Ladja je imela trup narejen tako, da se je lahko zlahka prebijala skozi valove, vendar je močan veter val potisnil vanjo tako močno, da se je val dvignil čez palubo Lusitanie in zadel ladijski most na palubi čolnov. Posledično je bila paluba poškodovana, okna na ladijskem mostu so bila razbita, ladijski most pa je bil nagnjen ob stran za nekaj centimetrov. Kljub temu je Lusitania nadaljevala pot, vendar je v New York prispela nekaj ur pozneje, veliko njenih potnikov pa je bilo takrat zaskrbljenih.   
Decembra 1911 je Lusitania opravila posebno božično potovanje in s tem nadomestila Mauretanio, ki je utrpela škodo zaradi trka ob pomol in bila zato na manjšem popravilu. Po potopu Titanica leta 1912 so Lusitaniji dodali več reševalnih čolnov, saj jih predtem ni imela dovolj za vse ljudi na krovu. Junija 1912 so se na ladji začele pojavljati številne težave z revolucionarnimi turbinskimi motorji, zaradi česar jo je družba Cunard Line sredi oktobra umaknila iz čezatlantske službe in jo dala na popravilo, v službo pa se je vrnila 13. decembra istega leta.   
30. decembra 1912 je ladijski turbinski stroj na Lusitaniji doživel hudo okvaro po manjšem trčenju v pristanišču v Fishguardu, Wales, zaradi česar je bilo potrebno ponovno veliko popravilo. Odplula je v ladjedelnico John Brown & Company, kjer so bila na ladji opravljena obsežna popravila, v čezatlanstko službo pa se je vrnila šele konec avgusta 1913. V naslednjem letu je nadaljevala svoja čezatlantska potovanja vse do konca julija 1914, ko je izbruhnil začetek prve svetovne vojne.  

### Prva svetovna vojna
28. julija 1914 se je začela prva svetovna vojna. 4. avgusta 1914, na dan, ko sta Velika Britanija in Francija napovedali vojno Nemčiji potem, ko je ta napovedala vojno Belgiji, je Lusitania izplula iz New Yorka ter se vrnila nazaj v Anglijo. Po vrnitvi je Admiraliteta ramišljala, da bi Lusitanio skupaj z Mauretanio in RMS Aquitanio uporabila za prevoz vojaških enot, vendar so se zaradi velike porabe premoga izkazale za neuporabne in so se zato vrnile nazaj v čezatlantsko službo. Potem, ko sta kmalu Mauretania in Aquitania ostali zasidrani v Liverpoolu zaradi pomanjkanja potnikov, je Lusitania ostala na svoji redni plovbi med Liverpoolom in New Yorkom, vendar so bili ob tem sprejeti številni varnostni ukrepi. Ena od teh je vključevala, da je družba Cunard Line zaprla kotlovnico št. 4 na ladji, da bi tako varčevala gorivo in premog ter zmanjšala stroške obratovanja. Čeprav je bila Lusitania za približno 10 vozlov hitrejša od nemških podmornic, se je ob zaprtju kotlovnice št. 4 hitrost ladje zmanjšala iz 26 na 21 vozlov (39 km / h; 24 mph). Klub temu je Lusitania ostala najhitrejša ladja v Atlantiku. Ime na ladji na premcu in krmi je bilo prebarvano iz svetlejše v temnejšo barvo, dimniki so bili pobarvani v črno-sivo barvo, določeni deli nadgradnje pa so bili potemnjeni, da bi bila ladja težje opažena iz strani in iz zraka. S tem so ladji nameravali zagotoviti boljšo varnost. Lusitanio je Admiraliteta uvrstila na uradni seznam AMC. Njena tajna naloga je bila prevažanje vojaškega materiala, vključno z strelivom in orožjem ter izogibanje nemških podmornic. Leta 1914 je bila Lusitania uvrščena, kot ladja v reviji Jane s All the World s Boight Ships.  

### 1915
Januarja 1915 se je na morju začela pojavljati nova grožnja: U-podmornice. Sprva so jih Nemci uporabljali za napad na mornarska plovila, nekaj, kar so dosegli le občasno, včasih pa s spektakularnim uspehom. Nato so U-podmornice začele napadati  trgovska plovila. Nemška vlada se je v obupu, da bi izkoristila prednost Atlantika, odločila, da bo okrepila svojo podmorniško kampanjo, saj so Britanci novembra 1914 razglasili Severno morje za vojno območje. Nemčija je 4. februarja 1915 razglasila Britansko otočje in morje okrog Britanskega otočja za vojno območje: od 18. februarja so nemške podmornice na tem območju torpedirale britanske ladje brez opozoril. To ni bilo povsem neomejeno podmorniško bojevanje, saj bi si prizadevali preprečiti potopitev nevtralnih ladij. Ko je bilo potopljenih vse več ladij, je postala velika skrb za varnost Lusitanie in drugih velikih angleških ladij. V začetku februarja 1915, ko je Lusitania plula ob irski obali je njen kapitan Daniel Dow dvignil na ladijske jamborje ameriško zastavo, saj se je močno bal napada na svojo ladjo, med potovanji pa je skozi delal načrte za evakuacijo v primeru napada.  
Čeprav je bila Lusitania potniška ladja, je bila Nemcem zaželena tarča. 1. marca 1915 je pred pristanišče v Liverpolu prispela nemška podmornica U-27, saj je njen poveljnik verjel, da bo Lusitania v Liverpool prispela 4. marca in se odločil, da jo bo ob prihodu napadel. Vendar je podmornica pred Liverpoolom čakala vse do 5. marca popoldne, ladje pa ni bilo nikjer. Zaradi tega se je njen poveljnik udal in se odločil, da se vrnejo domov, podmornica U-27 pa je nato zapustila Irsko morje. Lusitania se je v Liverpool vrnila 6. marca 1915. Admiraliteta je izdala posebna navodila, kako se izogniti U-podmornicam. Vodja Admiralitete Henry Oliver je ukazal naj HMS Louis in HMS Laverock ob naslednji plovbi pospremita Lusitanio do Atlantika.  
Kapitanu Dowu so poslali nekaj sporočil, da bi se lažje odločil, kako najbolje zaščititi svojo ladjo pred podmornicami, zdelo pa se tudi, da so bili njeni dimniki res pobarvani v temno sivo, da bi jo naredili manj vidne za sovražne podmornice. Očitno ni bilo upanja, da bi prikrili njeno identiteto, saj je bil njen profil tako znan, prav tako pa ni bilo nobenega poskusa, da bi na premcu prekrili ime ladje.
Kapitan Dow, ki je očitno trpel zaradi stresa zaradi svoje ladje v vojnem območju in je po znanem prepiru z »lažno zastavo« zapustil ladjo; Družba Cunard Line je pozneje razložila, da je "utrujen in resnično bolan". Nadomestil ga je kapitan William Thomas Turner, ki je v letih pred vojno poveljeval na Lusitaniji, Mauretaniji in Aquitaniji 

Lusitania je 17. aprila 1915 na 201. čezatlantski plovbi izplula iz Liverpoola in 24. aprila priplula v New York. Skupina nemško ameriškega veleposlaništva, ki se je poskušala izogniti polemiki, če bi Lusitanio napadla nemška podmornica, se je s predstavniki nemškega veleposlaništva pogovarjala o svojih pomislekih. Veleposlaništvo se je odločilo, da bo pred naslednjo plovbo potnike opozorilo naj ne potujejo na Lusitaniji. Cesarsko nemško veleposlaništvo je v 50 ameriških časopisih postavilo opozorilni oglas, vključno s tistim v New Yorku:
OPOZORILO! 
POTNIKI, ki nameravajo začeti potovanje čez Atlantik opozarjamo, da med Nemčijo in njenimi zavezniki ter Veliko Britanijo in njenimi zavezniki obstaja vojno stanje; območje vojne vključuje vode, ki mejijo na britanske otoke. Plovila, ki plujejo pod zastavo Velike Britanije ali katerega od njihovih zaveznikov, lahko v skladu z obvestilom nemške vlade, U-podmornice ta plovila v teh vodah napadejo in potopijo. Zato potniki, ki plujejo v vojnem območju na ladjah Velike Britanije ali njihovih zaveznikov, to storijo na lastno odgovornost. 
IMPERIJSKA NEMŠKA EMBASIJA 

Washington D.C., 22. april 1915 
To opozorilo je bilo natisnjeno na oglasu za povratno plovbo Lusitanie. Opozorilo je povzročilo vznemirjanje v tisku in zaskrbelo nekatere potnike in posadko ladje. Kapitan Turner je poskušal pomiriti potnike z obrazložitvijo, da je hitrost ladje varna pred napadom podmornice. Lusitania je 1. maja 1915 ob 12:20 izplula iz New Yorka na svojo 202 plovbo čez Atlantik v New York. Nekaj ur po odhdou ladje je sobotna večerna izdaja Washington Times na svoji naslovnici objavila dva članka, oba pa sta se nanašala na ta opozorila. 

### Potopitev
7. maja 1915 se je Lusitania bližala koncu svoje 202 plovbe čez Atlantik iz New Yorka v Liverpool, kamor je nameravala pripluti 7. maja pozno popoldne. Na krovu je bilo 1.266 potnikov in 696 članov posadke, skupaj 1.962 ljudi. Ladja je plula vzporedno ob južni obali Irske in bila je oddaljena 11 milj (18 km) od svetilnika na polotoku Old Head of Kinsale, kjer jo je ob 14:10 torpedirala nemška podmornica U-20. Kapitan podmornice Walther Schwieger je dal ukaz za izstrelitev enega torpeda, ki je Lusitanio zadel na desnem boku pod vodno gladino tik za ladijskim mostom. Nekaj sekund pozneje je v trupu ladje, kjer jo je zadel torpedo, eksplodirala še ena močna eksplozija in ladja se je začela še hitreje potapljati, z manjšim nagibom, ki se je nagnil na desno stran. 
Skoraj takoj po torpediranju je kapitan Turner ukazal ladjo usmeriti proti irski obali, vendar je to kmalu opustil potem, ko je opazil, da je ladja zaradi hitrega vdiranja vode in naraščajočega nagiba plula prepočasi. Ukazano je bilo, da se vsi motorji ustavijo, vendar ta ukaz ni bil uresničen, ker je ob eksploziji iz kotlovnic všel parni tlak. Ko je postalo jasno, da ni več nobene možnosti rešiti in popolnoma ustaviti ladjo, je kapitan Turner ukazal vsem, da naj takoj zapustijo ladjo.  
Radijski operater je takoj po torpediranju začel pošiljati SOS signale, medtem, ko je posadka malo pred 14:20 začela polniti reševalne čolne s potniki vendar je bilo zaradi ladijskega nagiba in hitrega potapljanja ladje, premalo časa, da bi spustili vse čolne. Od 48 reševalnih čolnov jih je bilo v vodo uspešno spuščenih le 6 čolnov. Osemnajst minut po torpediranju je krma s propelerji gledala ven iz vode, ko je premec potonil in zaradi plitve vode udaril v morsko dno, zaradi česar so se ob eksploziji vseh kotlov zrušili vsi štirje ladijski dimniki. Po zrušiti dimnikov se je potopila še krma. Ob 14:28 je Lusitania dokončno potonila pod valovi Keltskega morja. Tako, kot pri potopu Titanica, je tudi pri potopu Lusitanie večina ljudi, ki so po potopu ostali v hladni vodi, zaradi nizke temperature vode 11 °C, padla v nezavest in utonila. Podmornica U-20 se po potopu ni zadrževala na območju napada, ampak je nadaljevala pot v Kiel. V urah po potopu so irski reševalci in irski ribiči, ki so slišali klice v sili z Lusitanie, rešili 768 ljudi, trije moški pa so pozneje umrli zaradi poškodb, ki so jih utrpeli med potopom. Preživelo je 765 ljudi, medtem, ko je v potopu umrlo 1,198 ljudi.
Britanski potniški prekooceanski parnik HMS Juno se je odzval na klice v sili z Lusitanie in je preživele odpeljal v pristanišče v Queenstownu (danes Cork). Že naslednje jutro so se po svetu razširile novice o nesreči. Medtem, ko je v potopu umrlo veliko Britancev in Kanadžanov, je v potopu umrlo tudi 128 američanov. Med njimi so bili pisatelj in založnik Elbert Hubbard, gledališki producent Charles Frohman, večmilijonarski poslovnež Alfred Gwyne Vanderbilt in predsednik ladjedelnice Newport News Shipbuilding Alberd L. Hopkins.  

Po zdajšnjih podatkih ni bilo med rešenimi in žrtvami nobenih slovencev. 

## Dogodki po potopitvi
Potopitev je povzročila mednarodno zaskrbljenost, zlasti v Veliki Britaniji in Britanskem cesarstvu, pa tudi v Združenih državah Amerike, saj je 128 od 139 ameriških državljanov na ladji izgubilo življenje. 8. maja je dr. Bernhard Dernburg, nemški tiskovni predstavnik in nekdanji nemški kolonialni sekretar, objavil izjavo, v kateri je dejal, da je Lusitania "prevažala veliko količino orožja" in tudi zato, ker je "klasificirana kot pomožni križar", Nemčija je imela pravico, da jo napade in potopi ne glede na potnike na krovu. Dernburg je zahteval opozorila, ki jih je nemško veleposlaništvo izreklo pred odprtjem plus zemljevid z dne 18. februarja, v kateri je razglasil obstoj "vojnih območij", Nemčijo pa razbremenil na kakršne koli odgovornosti za smrt ameriških državljanov na krovu. Omenil je strelivo in vojaško blago, ki je bilo prijavljeno na manifestu Lusitanie, in dejal, da je "ta plovila" mogoče zasesti in uničiti po haških pravilih. 
Lusitania je bila dejansko uradno navedena kot pomožna vojna ladja, njen tovor pa je vključeval približno 4.200.000 nabojev pušk, 1.250 nabojev v prazno in 18 primerov neeksplozivnih varovalk, kar je bilo v njej odkrito našteto tovorni manifest. Dan po potopu je The New York Times objavil vse podrobnosti o vojaškem tovoru ladje. Pomočnik vodje družbe Cunard, Herman Winter je zanikal obtožbo, da je prevažala strelivo, vendar je priznal, da je prevažala strelivo z majhnim orožjem. Dejstvo, da je Lusitania prevažala granate, moldove, kartuše in mitraljez, britanska javnost takrat ni vedela za to.
Predsednik Woodrow Wilson ni hotel takoj razglasiti vojne. V tednih po potopu je bilo o ameriški vladi vroče razpravljati o tej zadevi, med ZDA in nemško vlado pa so si izmenjali korespondenco. Nemški zunanji minister Von Jagow je še naprej trdil, da je bila Lusitania legitimna vojaška tarča, saj je bila navedena kot oborožena trgovska križarka, ki ji je bilo ukazano naj se izogibaU-podmornicam.
Von Jagow je nadalje trdil, da je Lusitania na prejšnjih potovanjih prevažala strelivo in zavezniške čete. Wilson je še naprej vztrajal, da se mora nemška vlada opravičila za potop, odškodnino ameriškim žrtvam in obljubila, da se bo v prihodnje izognila kakršnemu koli podobnemu dogajanju. Britanci so nad Wilsonom bili razočarani zaradi njegovega neuspeha v drastičnejših akcijah. Državni sekretar William Jennings Bryan je predsedniku Wilsonu svetoval, da "bi bilo treba ladjam, ki prevažajo krijumčarenje, prepovedati prevoz potnikov in Wilson je vodil ZDA v vojno.
V nemški odločbi z dne 9. septembra 1915 je bilo določeno, da so napadi dovoljeni samo na ladje, ki so dokončno britanske, nevtralne ladje pa bi se morale obravnavati po pravilih zakona o nagradni igri in da napadi na linijske potniške plovbe sploh niso dovoljeni. Obkrožena je izmišljena zgodba, da so v nekaterih regijah Nemčije šolarji dobili praznik, da bi proslavili potopitev Lusitanie. Ta trditev je bila tako učinkovita, da jo je ameriški veleposlanik v Nemčiji James W. Gerard znova pripovedoval v svojem memoarju o svojem času v Nemčiji Face to Face with Kaiserism (1918), čeprav brez utemeljitve njegove veljavnosti.
Skoraj dve leti pozneje, januarja 1917, je nemška vlada napovedala, da bo ponovno vodila popolno neomejeno vojno podmornice. To je skupaj s telegramom Zimmermann potisnilo ameriško javno mnenje nad prelomno točko in 6. aprila 1917 je kongres Združenih držav zahteve predsednika Wilsona sklenil, da Nemčiji razglasi vojno.

## Razbitina
Razbitina Lusitanie leži na globini 93 m in 11 milj (18 km) južno od polotoka Old Head Of Kinsale. Razbitino je 6. oktobra 1935 odkrila posadka reševalnega parnika Orphir. Ladja leži na svojem desnem boku in skriva luknjo udarca s torpedom. Razbitina se je zaradi sile s katero je premec udaril v dno, skupaj s silami zimskih plimovanj in korozije močno podrla, razpadla in obrnila na desno stran. Premec ima »nenavadno ukrivljenost«, ki je lahko povezana s pomanjkanjem trdnosti zaradi izgube nadgradnje in dimnikov. Nadgradnja je najvidnejši del razbitine, ki je najbolj uničen.
Leta 1967 je bila razbitina Lusitanie prodana nekdanjemu potapljaču ameriške mornarice Johnny Lightu za 1000 funtov. Leto pozneje je Gregg Bemiss postal solastnik razbitine do leta 1982, ko je razbitino prodal svojim pomočnikom, ki so postali popolni lastnik razbitine. 
Leta 1982 je podjetje Oceaneering International od štirih ladijskih propelerjev odstranilo tri, le manjšega desnega propelerja na desnem boku ni bilo mogoče odstraniti, ker je močno zakopan v pesku. Istega leta se je na razbitino odpravila dodatna odprava, ki je v podpalubju potopljene ladje našla veliko količino orožja od katerih je nekaj zelo nevarnega in predstavlja tveganje za reševalne ekpie. Decembra 2008 je potapljaška skupina, ki jo je vodil Gregg Bemiss, ocenila, da je bilo na ladji v času potopitve še štiri milijone nabojev streliva. Potapljaška ekipa Cork Sub Aqua Club pa je med poznejšo odpravo v razbitini na premcu našla veliko škatlo pušk in strelnih nabojev. Najdbo je ekipa fotografirala, vendar so jo pod pogoji dovoljenja pustili na razbitini tam kjer so jo našli. Septembra 2008 je potapljač Eoin McGarry iz razbitine izvlekel 303 kartuše, za katere je znano, da jih uporablja britanska vojska.
Julija 2016 je dodatna odprava iz razbitine povlekla ladijski telegraf, vendar ga je med potjo na površje izgubila, ko jim je telegraf padel nazaj na morsko dno. To je povzročilo veliko polemiko, ker odprave ni nadzoroval nihče z arheološkim strokovnim znanjem in ker naj bi telegraf imel namige o potopu ladje. 
Številni potapljači, ki so med odpravami poskušali vstopiti v notranjost razbitine, so se huje poškodovali. Težave pri vstopanju v razbitino jim predstavljajo ribiške mreže, ki visijo in ležijo na razbitini, nestabilnost razbitine in veliki prahovi peska v podpalubju, ki povzročajo slabo vidljivost.  
Čeprav razbitina leži v dovolj plitvi vodi, da jo lahko obiskujejo potapljači, so nadaljnje odprave ugotovile, da je razbitina Lusitanie v primerjavi z razbitino Titanica in razbitino ladje Britannic, v precej slabšem stanju, predvsem zaradi prisotnosti ribiških mrež, ki ležijo na razbitini. Posledično je razbitina nestabilna in se lahko v nekem trenutku popolnoma zruši. Ladijski trup je na nekaterih delih že začel razpadati. Nedavno so bili objavljeni akademski komentarji, ki iščejo rešitve glede lastništva in preprečevanje nadaljnjega poslabšanja razbitine.    